# WDBココ
WDBココ株式会社（英文社名 WDB coco Co., LTD. ）は、東京都中央区に本社を置く、安全性情報管理を主軸とした医薬品・医療機器の開発支援などを行っている企業。バイオ・化学系の人材派遣・人材紹介、医薬品開発支援等を主要事業とするWDBグループの子会社である。

## 事業内容
- 安全性情報管理支援業務
  - 国内外の臨床試験や市販後に発生する安全性情報の処理支援業務を受託。発番から入力、評価、報告書案作成、翻訳、ファイリング業務、文献スクリーニングといったICSRの処理、定期報告書等の安全確保措置に至るまで、幅広い業務に対応。一括受託から一部のみの受託、また人材派遣での対応等、フレキシブルな形態の組み合わせが可能。
- ドキュメントサポート業務
  - 臨床試験から承認審査、製造販売承認取得後まで、それぞれの段階で必要となる各種ドキュメントの作成支援、翻訳、QCを受託している。また、豊富なeCTD編纂の作成実績を活かし、ドキュメントの完成からeCTD化までスムーズに行えるようにサポートを行う。また、申請数の増減や申請時期のタイトな依頼にも対応が可能。
- PMS等支援業務
  - 製造販売後調査(PMS)における、医療施設との契約締結・調査説明・調査票の受領・再調査実施等のモニタリング業務・症例の登録センター・データマネジメント・統計解析等のサービスを提供しており、PMSに関するサービスをワンストップで提供することが可能。大規模な調査や、症例数が少ない調査、施設単位でのサービス提供等、お客様のご要望に応じて柔軟に対応可能。
- 臨床研究支援業務
  - 臨床研究の全プロセスに対応するワンストップサービスを提供。企業治験と比較して、予算が少ない臨床研究を支援するために、積み重ねてきたノウハウを最大限に活かし高品質なサービスを提供。

## 沿革
- 1984年
  - 8月 東京都中央区に資本金400万円で株式会社アイ・シー・オー（現 WDBココ株式会社）設立。医薬・医療・ライフサイエンス系の翻訳サービスを開始
- 1988年
  - 4月 資本金800万円に増資
  - 12月 資本金3,200万円に増資
- 1994年
  - 11月 薬事申請関連書類の作成代行サービスを開始
- 2007年
  - 5月 本社を東京都港区赤坂2-13-19 多聞堂ビルに移転
- 2011年
  - 4月 WDB株式会社（現WDBホールディングス株式会社）の完全子会社となる
  - 5月 本社を東京都千代田区大手町2-3-6 三菱総合研究所ビルへ移転
- 2012年
  - 10月 本社を東京都千代田区大手町2-6-2 日本ビルへ移転
  - 11月 WDBメディカル株式会社を吸収合併。安全性情報・薬事申請関連（作成、QC、オペレーション）受託サービス及び常用型派遣サービスを承継し事業拡大。商号をWDBアイシーオー株式会社へ変更。東京データセンター（現 東京オペレーションセンター）開設
- 2013年
  - 3月 資本金5,000万円に増資
- 2014年
  - 2月 臨床研究支援サービスを開始
- 2015年
  - 9月 沖縄データセンター（現 沖縄オペレーションセンター）開設
- 2016年
  - 2月 本社を東京都中央区八重洲1-2-16 TGビルディング本館へ移転
  - 6月 関西オフィス・神戸データセンター（現 神戸オペレーションセンター）開設
- 2019年
  - 6月 商号をWDBココ株式会社へ変更。本社・東京データセンター（現 東京オペレーションセンター）を東京都中央区晴海1-8-11 トリトンスクエアYへ移転
  - 12月 
    - 東京証券取引所マザーズに上場
    - 資本金2億5,058万円に増資
- 2021年
  - 3月 資本金2億6,969万円に増資
  - 10月 関西オフィス・神戸オペレーションセンターを兵庫県神戸市中央区京町69 三宮第一生命ビルディング8Fへ移転
- 2022年
  - 3月 資本金2億7,594万円に増資
  - 4月 東京証券取引所グロース市場へ移行
- 2023年
  - 3月 
    - 資本金2億7,924万円に増資
    - 株式取得によりWDB臨床研究株式会社を完全子会社化

  - 6月 WDB臨床研究株式会社を吸収合併
  - 9月 資本金2億7,998万円に増資
- 2024年
  - 5月 神戸トレーニングセンター開設

## 拠点について
WDBココ株式会社ホームページを参照
|外部リンク=https://www.wdbcoco.com/company/profile.html